# Hybrid Memory Cube

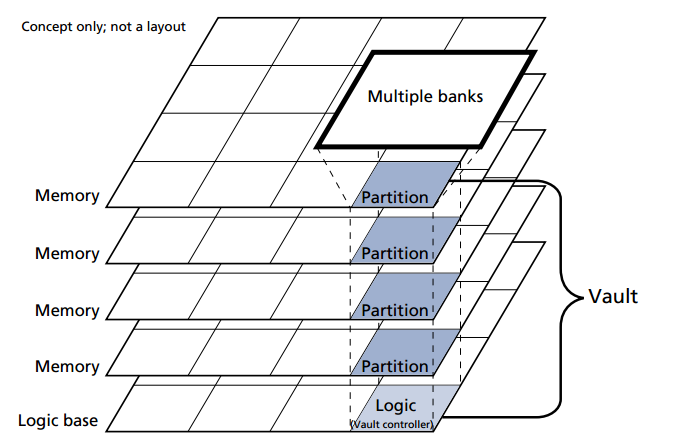
Arhitectura HMC

Hybrid Memory Cube (HMC) cub de memorie hibrid, este o interfață RAM de înaltă performanță, cu lățime de bandă foarte mare și un sistem de memorie eficient din punct de vedere energetic. Memoriile HMC consumă cu 70% mai puțină energie și ocupă cu 90% mai puțin spațiu și sunt utilizate în servere de înaltă performanță. Conform specificațiilor lansate de Hybrid Memory Cube Consortium (HMCC), HMC este  bazat pe stivuirea mai multor straturi de cipuri DRAM una peste alta împreună cu un controler, și conectarea lor folosind tehnologia TSV (Through-Silicon Via). Această asamblare sub forma unui cub este plasată cât mai aproape de un procesor.. Grupul HMCC este format din Samsung, Micron Technology, ARM Holdings, HP, IBM, Altera (Intel) și Xilinx, companiile care susțin dezvolatrea HMC. Utilizarea TSV permite o latență mai mică, o putere mai mică și performanțe electrice superioare.
Micron Technology a introdus în 2011 la conferința HotChips, prima memorie HMC, Micron HMC-15G-SR de 512 MB și asamblată din 4 straturi de memorie DRAM (50 nm) și un cip logic de 90 nm . 
HMC a câștigat premiul pentru cea mai bună tehnologie nouă din 2011 al grupului The Linley. 
Primul procesor cu cip HMC a fost Fujitsu SPARC64 XIfx ,  care este utilizat în supercomputerul Fujitsu PRIMEHPC FX100 introdus în 2015.
Intel a anunțat recent integrarea Multi-Channel DRAM (MCDRAM) o variantă HMC în procesoarele Xeon Phi Knights Landing.

## Caracteristici
Prima specificație HMC a fost lansată în aprilie 2013, sub forma HMC 1.0. Potrivit acesteia, HMC constă dintr-o microasamblare 3DS de 4 sau 8 cipuri DRAM sub forma unui cub, folosind tehnologia TSV Via (Vertical Interconnect Access) rezultând o stivă de memorie. Controlerul de memorie este integrat în microasamblu ca un cip logic separat pentru sincronizarea DRAM-ului. Un cub tipic conține 4 straturi de memorie DRAM, 896 pini BGA și dimensiunile  31 × 31 × 3,8 mm.
Fiecare strat DRAM este împărțit în partiții, fiecare având câte două bănci de memorie. Partițiile la rândul sunt îmbinate în straturi verticale numite canale fiecare cu propriul controler de memorie în stratul logic, conectat la partițiile DRAM.  În HMC 1.0 un strat de memorie DRAM are 68 mm 2 și 1GB capacitate. Astfel un cub HMC de 4GB cu 4 straturi DRAM conține 16 canale, fiecare cu câte 2 bănci de memorie pe partiție.	

Lățimea de bandă atinsă poate ajunge la 240 GB/s (120 GB/s fiecare direcție folosind serializare/deserializare SerDes de 15 Gbit/s, în timp ce un cub cu 8 straturi DRAM poate atinge lățimea de bandă de 320 GB/s (160 GB/s fiecare direcție) folosind 10 Gbit/s SerDes. 

## HMC 2
La Supercomputing 2014, HMCC a anunțat finalizarea și disponibilitatea publică a specificației HMC 2.0, ulterior  actualizată la versiunea 2.1.
În versiunea HMC 2, sunt propuse stive din 8 DRAM și viteze SerDes cuprinse între 12,5 Gbit/s și 30 Gbit/s, cu o lățime de bandă maximă de 480 GB/s (240 GB/s fiecare direcție).

## HMC 3
A treia versiune a standardului a fost anunțată de Micron în 2016, având îmbunătățiri semnificative față de HMC 2. Deși specificațiile complete momentan nu sunt cunoscute, este posibil ca vitezele de transfer SerDes să fie de 45 Gbit/s la 100 Gbit/s. Micron Technology a început producția de HMC Gen3 în 2017.